# 歌川国盛
歌川 国盛（うたがわ くにもり、生没年不詳）とは、江戸時代の浮世絵師。

## 来歴
二代目歌川豊国の門人、胡蝶庵と号す。文政11年（1828年）建立の豊国先生瘞筆之碑に、「二代目豊国社中」として「国盛」の名がある。作画期は文政の頃とされ、作に大判錦絵「三囲土手の美人」が知られる。なお三代目豊国門人の春升（二代目国盛）は、弘化3年（1846年）に春升から国盛に改名している。